# François d’Amboise
François d’Amboise (* 1550 in Paris; † 1619 ebenda) war ein französischer Schriftsteller. Er war der Sohn von Jean d’Amboise und der Bruder von Adrien d’Amboise, Bischof von Tréguier, und Jacques d’Amboise, Rektor der Universität Paris. Er war Conseiller am Parlement der Bretagne und Generaladvokat am Grand Conseil.
Er studierte am Collège de Navarre Rhetorik und Philosophie. 1568 lehrte er selbst Philosophie am Collège. Im gleichen Jahr schrieb er eine Élégie sur le trépas d’Anne de Montmorency. Im August 1572 begleitete er den Herzog von Anjou und späteren König von Frankreich Heinrich III. zur Königswahl nach Polen. Der Dramatiker Pierre de Larivey, sein Freund, und sein Vetter Louis de Clermont, seigneur de Bussy d’Amboise nahmen ebenfalls an der Reise teil.
1575 wurde er Procureur de la nation (nationaler Staatsanwalt), 1581 Anwalt des Königs an der Chambre du trésor, 1586 avocat général und Grand conseil des Königs. 1589 wurde er von Heinrich III. zu Ritter ernannt.
1596 ernannte ihn König Heinrich IV. zum Maître des requêtes, und 1604 zum Conseiller d’État (Staatsrat).
François d’Amboise war Herr von Vezeul, Bourot, Neuillé-le Lierre, Brouard, Lespinière, La Huardière in der Touraine, Houvoy, Malnoue, Courserin, Plessis-Bourré, Hémery sowie Baron von La Chartre-sur-le-Loir.
Er war befreundet mit Robert Garnier, Pierre Matthieu und Gilles Bourdin, bei dem er die Dramatiker Guillaume-Gabriel Le Breton, Odet de Turnèbe und Pierre de Larivey kennenlernte.
Er schrieb unter anderem eine Verskomödie, Néapolitaines (1584), und einige Gedichte und gab 1616 die Werke von Petrus Abaelardus heraus.
Sein Sohn war Antoine d’Amboise, Herr von Clos Lucé, Oberst im Regiment Amboise und Feldmarschall.
François d'Amboise wurde in der Kirche Saint-Paul-et-Saint-Louis im Marais begraben.
Er ist kein Mitglied des Hauses von Amboise.

## Werke
- Regrets facétieux et plaisantes harengues funèbres sur la mort de divers animaux pour passer le temps et resveiller les esprits mélencoliques, non moins remplis d’éloquence que d’utilité et gaillardise, Paris, N. Bonfons, 1583.
- Néapolitaines, Komödie, 1584
- Lettres d'Héloise et d'Abélard, 1616